# بنيامين دون
كان بنيامين دون أو دون (1729–1798) عالم رياضيات إنجليزي.

## حياة
وُلِد دون في بيدفورد، ديفون، حيث كان والده وشقيقه أبراهام (1718-1746) يديران مدرسة. وحتى عام 1768 كان "مدرسًا للرياضيات والفلسفة الطبيعية وفقًا لمبادئ نيوتن" في بلدته الأصلية.
في عام 1768 انتُخب أمينًا لمكتبة بريستول، وكانت لديه خطط غير مثمرة لتحويلها إلى أكاديمية رياضية. ولأن واجباته الرسمية كانت خفيفة، فقد بدأ أكاديمية في بريستول على حسابه الخاص، في الحديقة، بالقرب من كنيسة القديس ميخائيل؛ وفي عام انتخابه نشر كتابه "رفيق صاحب المتجر الصغير وما إلى ذلك"، الذي تم تجميعه خصيصًا لتلك الأكاديمية. بالإضافة إلى مدرسته، ألقى دورة من أربع عشرة محاضرة في الفلسفة التجريبية للمشتركين مقابل جنيه واحد لكل منهم. استمر في إلقاء هذه المحاضرات عندما غادر بريستول إلى كينغستون بالقرب من تاونتون؛ لكنه ألقى بعد ذلك في عطلة عيد الميلاد أو منتصف الصيف. كان يسافر ثلاثين ميلاً لعشرين مشتركًا، أو خمسين ميلاً لثلاثين مشتركًا. بحلول عام 1775 استقر في كينغستون
وفي أواخر حياته عُيِّن أستاذًا للميكانيكا لدى الملك، وذلك بعد وفاة أنتوني شيبرد. وتوفي في يونيو 1798. ويذكر دون في كتابه "الجداول الرياضية" الصادر عام 1789 أنه أضاف حرف e الأخير إلى اسمه؛ ولكن الاسم مكتوب على صفحة العنوان "دون"Donn.

## أعمال

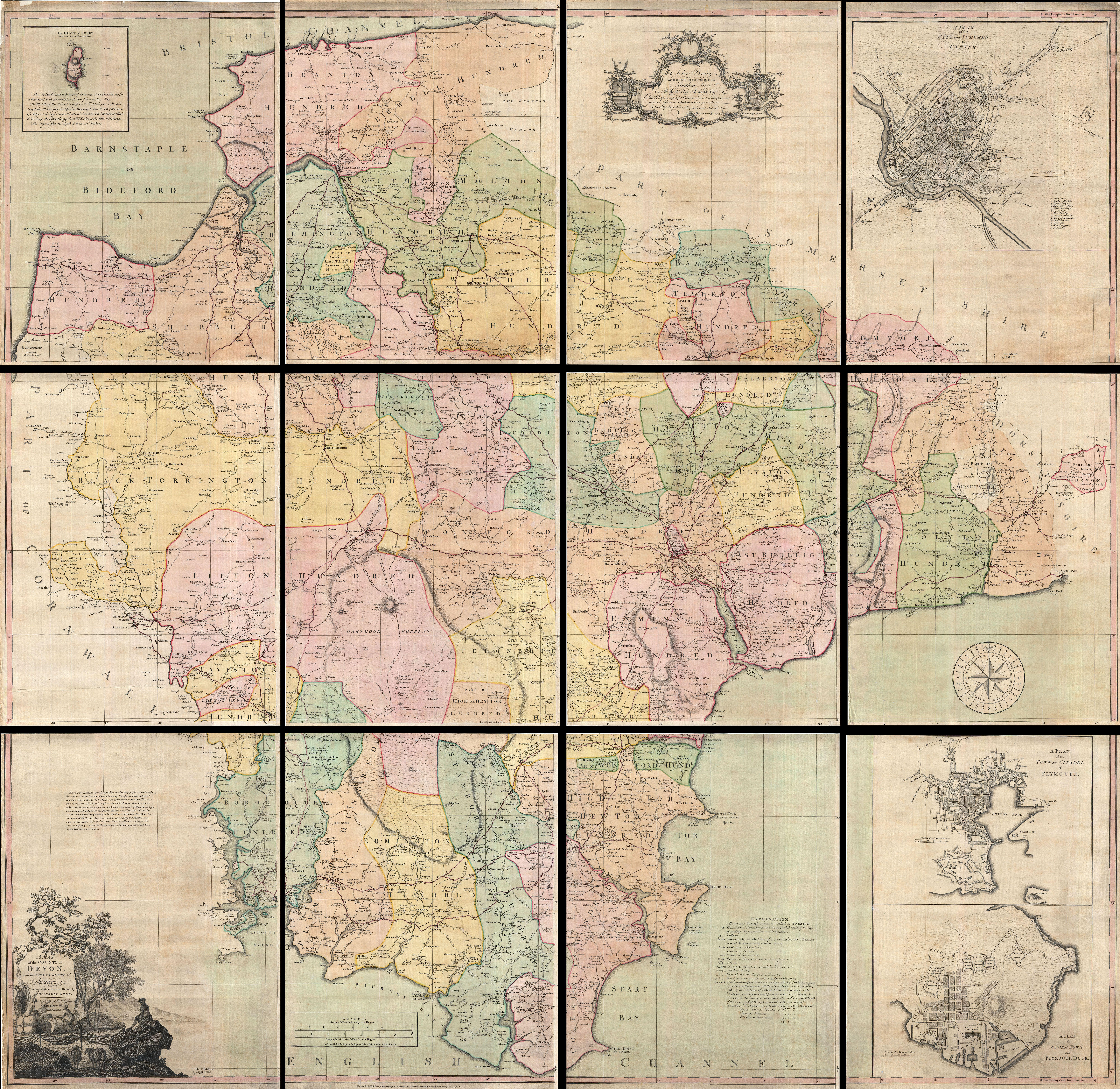
خريطة ديفونشاير بقلم بنيامين دون (1765)

من عام 1749 إلى عام 1756 ساهم في مذكرات الرجل ، التي حررها آنذاك جون بادر وتوماس بيت ، لكنه توقف عن المساهمة بعد عام 1756، عندما أصبح بيت المحرر الوحيد. وكانت مساهماته عبارة عن تقارير عن الكسوفات التي لوحظت في بيدفورد، وإجابات على معظم الأسئلة الرياضية في تلك الفترة.
نشر دون في عام 1765 خريطة لمقاطعة ديفونشاير، من مسح أجراه بنفسه، وحصل على مكافأة قدرها 100 جنيه إسترليني من جمعية الفنون. كما نشر المزيد من الخرائط.[1] وأنتج أدوات رياضية، توجد قائمة بها في الجداول الرياضية، عام 1789.
أعماله هي:

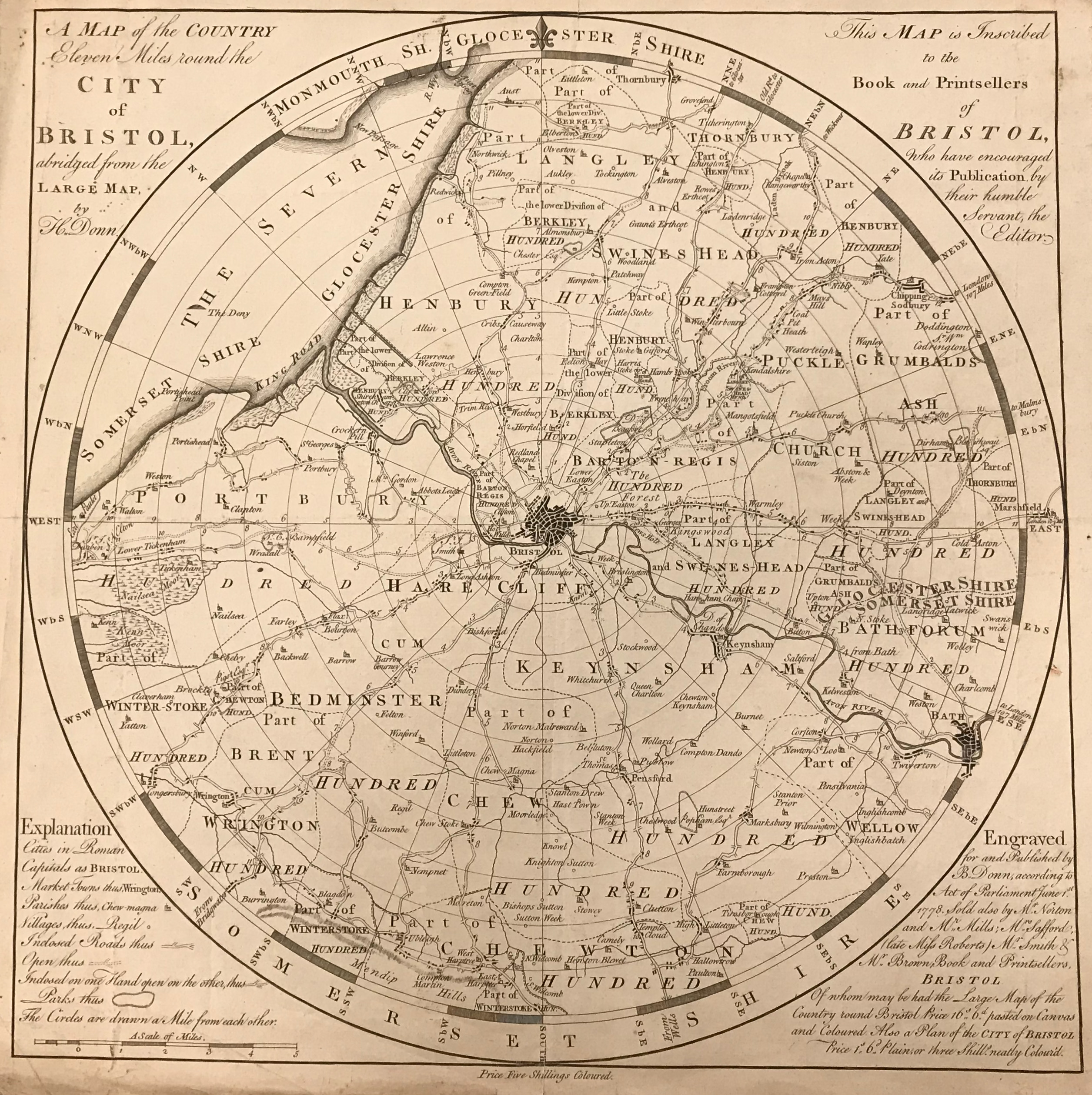
خريطة تعود للقرن الثامن عشر للمدينة والمنطقة المحيطة ببريستول، إنجلترا.

- "مقدمة جديدة للرياضيات؛ مقالات عن الحساب العامي والعشري"، 1758، الطبعة الثانية، بعنوان "مقالات رياضية، أو مقدمة جديدة"، إلخ. 1764. "المهندس، يحتوي على مقالات عن الهندسة المستوية وعلم المثلثات"، 1759؛ الطبعة الثانية. 1775؛ آخر، يسمى الطبعة الثانية، 1778. "المحاسب، يحتوي على مقالات عن المحاسبة بالقيد الفردي والمزدوج"، 1759؛ الطبعة الثانية. 1775. "مقال عن عقيدة وتطبيق الأعداد العشرية المتداولة أو اللانهائية"، 1759؛ الطبعة الثانية، 1775. "مخزن المعلم، أو تمرين التلميذ". كان الغرض منه أن يكون مكملًا لـ"المقالات الرياضية"، 1764. "ملخص الفلسفة الطبيعية والتجريبية"، 1771. "رفيق صاحب المتجر الصغير، والوكيل، والعامل"، 1768؛ الطبعة الثانية، 1773. "مساعد البحار البريطاني"، يحتوي على أربعين جدولاً تتكيف مع الأغراض المختلفة لعلم المثلثات والملاحة، والتي أضيف إليها مقال عن اللوغاريتمات والملاحة الموجزة، 1774. "الجداول الرياضية، أو جداول اللوغاريتمات"، 1789.